# Nome de Magnésie
Pour les articles homonymes, voir Magnésie.
La Magnésie (en grec Μαγνησία / Magnisia) est un nome (département) grec situé dans la périphérie (région) de Thessalie. Son chef-lieu est Volos.
Le golfe Pagasétique et le mont Pélion se situent en Magnésie.

## Transports
- Grèce Route 1/E75, SO, O, NO
- Grèce Route 6, Cen., NO
- Grèce Route 30, Cen., O

## Municipalités
| Nom de municipalité | Code de municipalité | Chef-lieu         | Code postal | Préfixe tél. |
| ------------------- | -------------------- | ----------------- | ----------- | ------------ |
| Afétes              | 3708                 | Neochori          | 370 10      | 24230-55     |
| Agría               | 3701                 | Agría             | 373 00      | 24280-93     |
| Aisonia             | 3703                 | Dimíni            | 385 00      | 24210        |
| Almyros             | 3603                 | Almyros           | 371 00      | 24220-2      |
| Alonissos           | 3704                 | Patitíri          | 370 05      | 24240-6      |
| Argalastí           | 3706                 | Argalasti         | 370 06      | 24230-54     |
| Artémida            | 3707                 | Áno Lechónia      | 385 00      | 24280-93     |
| Ferés (Phères)      | 3726                 | Velestíno         | 375 00      | 24250-2      |
| Iolcos              | 3711                 | Anakasiá (el)     | 385 00      | 24210-7      |
| Kárla               | 3712                 | Stefanovíkio (el) | 375 00      | 24250-41     |
| Miliés              | 3715                 | Miliés            | 370 10      | 24230-86     |
| Moúresi             | 3716                 | Tsangaráda        | 370 12      | 24260-49     |
| Néa Anchíalos       | 3717                 | Nea Agchialos     | 374 00      | 24280-76     |
| Néa Ionía           | 3718                 | Néa Ionía         | 383 & 384   | 24210        |
| Portariá            | 3719                 | Portaria          | 370 11      | 24280-99     |
| Pteleós             | 3720                 | Pteleós           | 370 07      | 24220-41     |
| Sipiáda             | 3721                 | Láfkos            | 370 06      | 24230-6      |
| Skiáthos            | 3722                 | Skiáthos          | 370 03      | 24240-2      |
| Skópelos            | 3723                 | Skópelos          | 370 03      | 24240-3      |
| Sourpi              | 3724                 | Sourpi            | 370 08      | 24220-3      |
| Vólos               | 3709                 | Volos             | 380 - 382   | 2410         |
| Zagora              | 3710                 | Zagora            | 370 01      | 24260-2      |

## Communes
| Nom de commune | Code de municipalité | Chef-lieu  | Code postal | Préfixe tél. |
| -------------- | -------------------- | ---------- | ----------- | ------------ |
| Anavra         | 3705                 | Anavra     | 350 10      | 22320-9      |
| Keramidi       | 3713                 | Keramidi   | 385 00      | 24280-7      |
| Makrinitsa     | 3714                 | Makrinítsa | 370 11      | 24280-99     |
| Tríkeri        | 3725                 | Tríkeri    | 370 09      | 24230-91     |